# Jordi Galceran

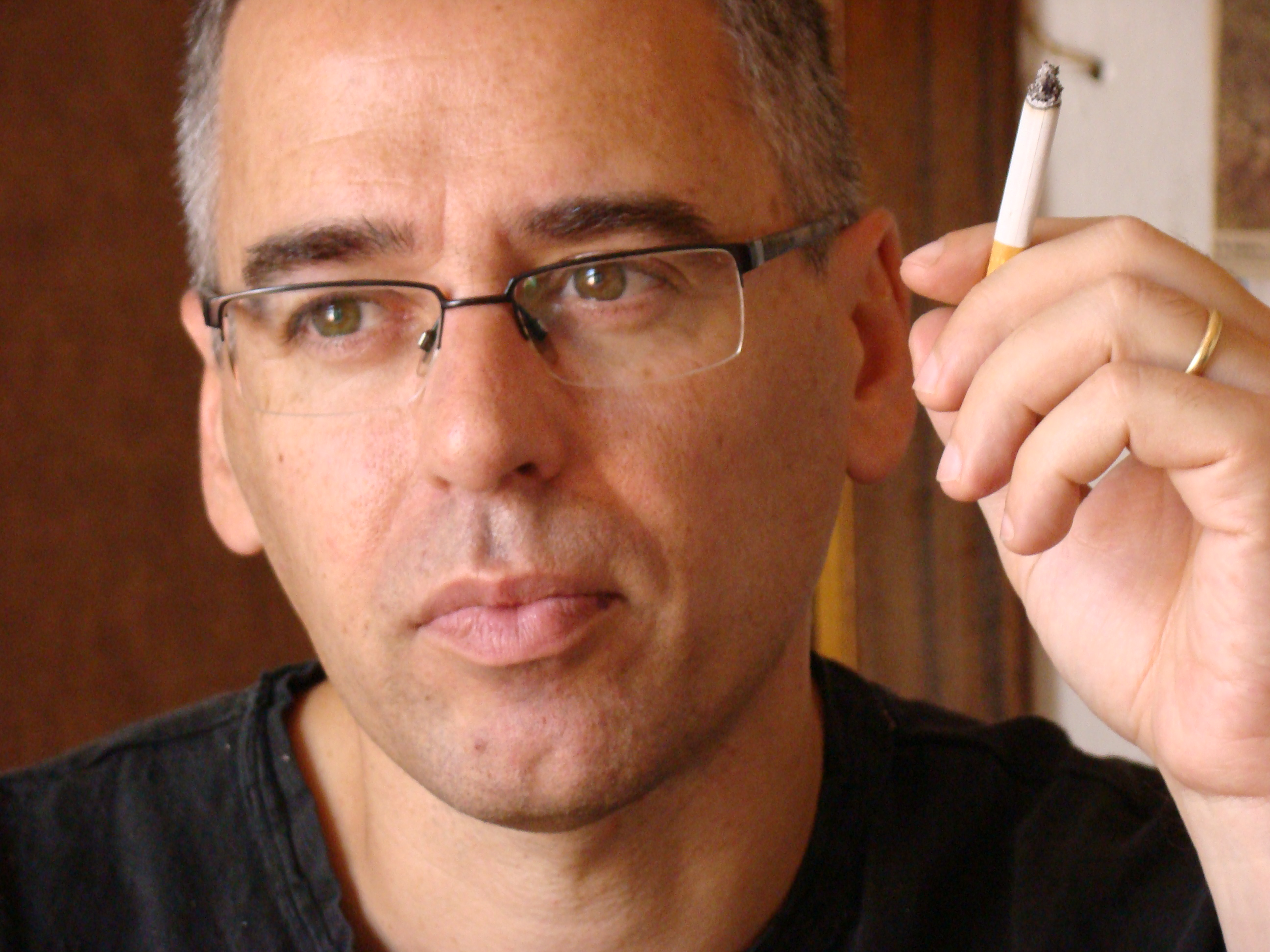
Jordi Galceran (2009)

Jordi Galceran Ferrer (* 5. März 1964 in Barcelona) ist ein katalanischer Schriftsteller und Übersetzer.

## Biografie
Galceran studierte katalanische Philologie an der Universität Barcelona. Er schreibt sowohl auf Katalanisch als auch auf Spanisch und erhielt für seine Dramen zahlreiche Preise und Auszeichnungen. Er lebt in seiner Geburtsstadt Barcelona.

## Werke
Galceran veröffentlicht seit 1994, seinen internationalen Durchbruch erlebte er mit dem Drama "Die Grönholm-Methode" (2003), das in rund 30 Ländern gespielt wurde. Einige seiner Dramen wurden von Stefanie Gerhold ins Deutsche übertragen.
Neben seiner Tätigkeit als Dramatiker ist Galceran auch als Übersetzer und Journalist (für die Tageszeitung La Vanguardia) tätig.

### Dramen
- 1994: Surf ("Surfen")
- 1995: Paraules encadenades ("Wörter in Ketten")
- 1996: Dakota.
- 1998: Fuita ("Flucht")
- 2003: El mètode Grönholm ("Die Grönholm-Methode")
- 2005: Carnaval ("Karneval")
- 2007: Cancun
- 2009: Fuga ("Adieu, Herr Minister")
- 2010: Burundanga ("Das Wahrheitsserum")
- 2013: El crèdit ("Der Kredit")

### Verfilmungen und Drehbücher
Bisher wurden zwei Dramen Galceras verfilmt, Paraules encandades unter dem spanischen Titel Palabras encadenadas (Regie: Laura Mañá, 2003) und El mètode Grönholm unter dem spanischen Titel El método (Regie: Marcelo Piñeyro, 2005). 2002 schrieb Galceran zusammen mit Albert Guinovart ein Musical über Antonio Gaudi, außerdem schreibt er Episoden für Soap Operas des spanischen Fernsehens.